# Folsomia highlandia
Folsomia highlandia är en urinsektsart som beskrevs av John L. Wray 1950. Folsomia highlandia ingår i släktet Folsomia och familjen Isotomidae. Inga underarter finns listade i Catalogue of Life.